# Dentiovula mariae
Dentiovula mariae is een slakkensoort uit de familie van de Ovulidae. De wetenschappelijke naam van de soort is voor het eerst geldig gepubliceerd in 1941 door F.A. Schilder.